# Sledge (Mississippi)
Sledge is een plaats (town) in de Amerikaanse staat Mississippi, en valt bestuurlijk gezien onder Quitman County.

## Demografie
Bij de volkstelling in 2000 werd het aantal inwoners vastgesteld op 529.
In 2006 is het aantal inwoners door het United States Census Bureau geschat op 480, een daling van 49 (-9,3%).

## Geografie
Volgens het United States Census Bureau beslaat de plaats een oppervlakte van
1,4 km², geheel bestaande uit land.

## Geboren
- Charley Pride (1934-2020), Amerikaans honkballer en countryzanger

## Plaatsen in de nabije omgeving
De onderstaande figuur toont nabijgelegen plaatsen in een straal van 28 km rond Sledge.